# Финале Европског првенства у фудбалу 1968.
Финале европског првенства у фудбалу 1968. чинило је две фудбалске утакмице између Италије и Југославије које су одржане 8. и 10. јуна 1968. на стадиону Олимпико у Риму да би се утврдио победник Еура 1968.  
Прва утакмица завршена је ремијем (1:1). Како би се добио победник, морала се играти још једна утакмица. Италија је победила у реваншу 2:0, головима Луђи Риве и Пјетра Анастасија.

## Пут до финала
| Италија         | Италија                     | Југославија     | Југославија    |
| Квалификација   | Квалификација               | Квалификација   | Квалификација  |
| --------------- | --------------------------- | --------------- | -------------- |
| Противници      | Резултати                   | Противници      | Резултати      |
| Румунија        | 3:1, 1:0 (4:1)              | Западна Немачка | 1:0, 1:3 (2:3) |
| Швајцарска      | 4:0, 2:2 (6:2)              | Албанија        | 4:0, 2:0 (6:0) |
| Кипар           | 5:0, 2:0 (7:0)              |                 |                |
| Плеј-оф         |                             |                 |                |
| Бугарска        | 2:0, 2:3 (4:3)              | Француска       | 5–1, 1–1 (6–2) |
| Турнир          |                             |                 |                |
| Совјетски Савез | 0:0 (п.с.н, бацање новчића) | Енглеска        | 1:0            |

## Утакмица

### Детаљи
| Италија         | 1 : 1 (п. с. н.) | Југославија |
| --------------- | ---------------- | ----------- |
| - Доменгини 80’ | Извештај         | - Џајић 39’ |

| Италија | СФРЈ |

| 22               | Дино Зоф           |
| 5                | Тарцисио Бургних   |
| 12               | Аристиде Гвернери  |
| 7                | Ернесто Кастано    |
| 10               | Ђакинто Факети (к) |
| 14               | Ђовани Лодети      |
| 11               | Ђорђо Ферини       |
| 13               | Антонио Јулиано    |
| 9                | Анђело Доменгини   |
| 2                | Пјетро Анастаси    |
| 16               | Пјерино Прати      |
| Тренер:          |                    |
| Ферући Валкаређи |                    |

| 1           | Илија Пантелић      |
| 2           | Мирсад Фазлагић (к) |
| 5           | Благоје Пауновић    |
| 6           | Драган Холцер       |
| 3           | Милан Дамјановић    |
| 21          | Добривоје Тривић    |
| 15          | Мирослав Павловић   |
| 16          | Јован Аћимовић      |
| 7           | Илија Петковић      |
| 9           | Вахидин Мусемић     |
| 11          | Драган Џајић        |
| Тренер:     |                     |
| Рајко Митић |                     |

## Поновљена утакмица

### Детаљи
| Италија                   | 2 : 0    | Југославија |
| ------------------------- | -------- | ----------- |
| - Рива 12’ - Анастаси 31’ | Извештај |             |

| Италија | СФРЈ |

| 22               | Дино Зоф           |
| 20               | Сандро Салвадоре   |
| 12               | Аристиде Гварнери  |
| 19               | Роберто Росато     |
| 5                | Тарцисио Бургних   |
| 10               | Ђакинто Факети (к) |
| 15               | Сандро Маззола     |
| 8                | Ђинкарио де Систи  |
| 9                | Анђело Доменгини   |
| 2                | Пјетро Анастаси    |
| 17               | Луиђи Рива         |
| Тренер:          |                    |
| Ферући Валкаређи |                    |

| 1           | Илија Пантелић      |
| 2           | Мирсад Фазлагић (к) |
| 5           | Благоје Пауновић    |
| 6           | Драган Холцер       |
| 3           | Милан Дамјановић    |
| 21          | Добривоје Тривић    |
| 15          | Мирослав Павловић   |
| 16          | Јован Аћимовић      |
| 22          | Идриз Хошић         |
| 9           | Вахидин Мусемић     |
| 11          | Драган Џајић        |
| Тренер:     |                     |
| Рајко Митић |                     |